# Efeito fotoelétrico

Representação esquemática do efeito fotoelétrico

O efeito fotoelétrico é a emissão de elétrons por um material, geralmente metálico, quando exposto a uma radiação eletromagnética (como a luz) de frequência suficientemente alta, que depende do material, como por exemplo a radiação ultravioleta. Ele pode ser observado quando a luz incide numa placa de metal, arrancando elétrons da placa. Os elétrons ejetados são denominados fotoelétrons.
Observado pela primeira vez por A. E. Becquerel em 1839 e confirmado por Heinrich Hertz em 1887, o fenômeno é também conhecido por "efeito Hertz", não sendo porém este termo de uso comum, mas descrito pela primeira vez por Albert Einstein, o efeito fotoelétrico explica como a luz de alta frequência libera elétrons de um material.
De acordo com a teoria eletromagnética clássica, o efeito fotoelétrico poderia ser atribuído à transferência de energia da luz para um elétron. Nessa perspectiva, uma alteração na intensidade da luz induziria mudanças na energia cinética dos elétrons emitidos do metal. Além disso, de acordo com essa teoria, seria esperado que uma luz suficientemente fraca mostrasse um intervalo de tempo entre o brilho inicial de sua luz e a emissão subsequente de um elétron. No entanto, os resultados experimentais não se correlacionaram com nenhuma das duas previsões feitas pela teoria clássica.
Em vez disso, os elétrons são desalojados apenas pelo impacto dos fótons quando esses fótons atingem ou excedem uma frequência limite (energia). Abaixo desse limite, nenhum elétron é emitido do material, independentemente da intensidade da luz ou do tempo de exposição à luz (raramente, um elétron irá escapar absorvendo dois ou mais quanta; no entanto, isso é extremamente raro porque ao absorver quanta suficiente para escapar, o elétron provavelmente terá emitido o resto dos quanta absorvidos). Para dar sentido ao fato de que a luz pode ejetar elétrons mesmo que sua intensidade seja baixa, Albert Einstein propôs que um feixe de luz não é uma onda que se propaga através do espaço, mas uma coleção de pacotes de ondas discretas (fótons), cada um com energia. Isso esclareceu a descoberta anterior de Max Planck da relação de Planck (E = hν), ligando energia (E) e frequência (ν) como decorrentes da quantização de energia. O fator h é conhecido como a constante de Planck. Em 1921 o alemão Albert Einstein recebeu o prêmio Nobel de Física por "suas contribuições para a física teórica e, especialmente, por sua descoberta da lei do efeito fotoelétrico."

## Descrição
Tomemos um exemplo: a luz vermelha de baixa frequência estimula os elétrons para fora de uma peça de metal; na visão clássica, a luz é uma onda contínua cuja energia está espalhada sobre a onda. Todavia, quando a luz fica mais intensa, mais elétrons são ejetados, contradizendo, assim a visão da física clássica que sugere que os mesmos deveriam se mover mais rápido (energia cinética) do que as ondas incidentes.
Quando a luz incidente é de cor azul, essa mudança resulta em elétrons muito mais rápidos. A razão é que a luz pode se comportar não apenas como ondas contínuas, mas também como feixes discretos de energia chamados de fótons. Um fóton azul, por exemplo, contém mais energia do que um fóton vermelho. Assim, o fóton azul age essencialmente como uma "bola de bilhar" com mais energia, desta forma transmitindo maior movimento a um elétron. Esta interpretação corpuscular da luz também explica por que a maior intensidade aumenta o número de elétrons ejetados - com mais fótons colidindo no metal, mais elétrons têm probabilidade de serem atingidos.
Aumentar a intensidade de radiação que provoca o efeito fotoelétrico não aumenta a velocidade dos fotoelétrons, mas aumenta o número de fotoelétrons. Para se aumentar a velocidade dos fotoelétrons, é necessário excitar a placa com radiações de frequências maiores e, portanto, energias mais elevadas.

## Einstein e o efeito fotelétrico
Por volta dos meses superprodutivos de 1905-1906, quando Einstein formulou não apenas a sua teoria da capacidade de calor, mas também a teoria da relatividade, ele encontra um espaço de tempo, para dar outra contribuição fundamental à física moderna. A sua realização foi vincular a hipótese quântica de Planck ao fenômeno do efeito fotoelétrico, a emissão dos elétrons de metais quando são expostos à radiação ultravioleta. 
Einstein apontou que todas as observações se encaixavam caso o campo eletromagnético fosse quantificado, e que consistia em feixes de energia de magnitude {\displaystyle h\upsilon }. Estes pacotes foram mais tarde nomeados de fótons por G.N. Lewis, e esse termo passou a ser utilizado. Einstein viu o efeito fotoelétrico como resultado de uma colisão entre um projétil de entrada, um fóton de energia {\displaystyle h\upsilon }, e um elétron presente no metal. Esta imagem explica o carácter instantâneo do efeito, porque até mesmo um fóton pode participar numa colisão. Também foi responsável pelo limite de frequência porque uma energia mínima (que normalmente é denotada por {\displaystyle \phi } e chamada 'função trabalho' para o metal, o análogo da energia de ionização de um átomo) deve ser fornecida em uma colisão antes que a ejeção do fóton possa ocorrer; por conseguinte, apenas radiação para a qual {\displaystyle h\upsilon >\phi }   pode ser bem-sucedida. A dependência linear da energia cinética, {\displaystyle E_{k}}, do fotoelétron da frequência da radiação é uma consequência simples da conservação de energia, o que implica que: 
{\displaystyle E_{k}=h\upsilon -\phi }
Se os fótons tiverem um caráter semelhante a uma partícula, então eles devem possuir um momento linear, p. A expressão relativista que relaciona a energia de uma partícula com à sua massa e momento é 
{\displaystyle E^{2}=m_{o}^{2}c^{4}+p^{2}c^{2}}
onde c é a velocidade da luz. No caso de um fóton, {\displaystyle E=h\upsilon } e {\displaystyle m=0}, então: 
{\displaystyle p={\frac {h\upsilon }{c}}={\frac {h}{\lambda }}}
Esse momento linear deve ser detectável se a radiação cair em um elétron, pois uma transferência parcial do momento durante a colisão deve aparecer como uma alteração do comprimento de onda dos fótons. 

## Experimentos que evidenciaram o efeito fotoelétrico

### Hertz (1887)
Em 1887, Heinrich Hertz usou um circuito em conjunto com um centelhador. Ele observou que quando a luz incidia no centelhador do receptor era facilitada a produção de centelhas.

### Philipp von Lenard (1900)
Em 1900, Philipp von Lenard fez um experimento com raios catódicos, no qual no catodo faz-se incidir luz ultravioleta. Um potenciostato controlava a diferença de potencial entre o catodo e o anodo, medindo a corrente do sistema. Com esse experimento, Lenard observou que a corrente máxima era proporcional a intensidade da luz o que era esperado, no entanto, não havia uma intensidade mínima para que a corrente fosse nula gerando conflito com a teoria clássica. 
Mais tarde, quando Einstein propôs que a luz se comportava de maneira localizada no espaço e possuía energia h{\displaystyle \nu } (fóton), os experimentos anteriores foram justificados e comprovaram a teoria quântica. No experimento de Lenard, por exemplo, a intensidade da luz diretamente proporcional a corrente gerada, é justificado pelo fato de que uma luz de maior intensidade significa maior quantidade de fótons e mais elétrons sendo ejetados da superfície do metal, o que consequentemente significa mais elétrons em movimento e por isso a corrente observada era maior.

## Equações
Analisando o efeito fotoelétrico quantitativamente usando o método de Einstein, as seguintes equações equivalentes são usadas:
Energia do fóton = Energia necessária para remover um elétron + Energia cinética do elétron emitido
Algebricamente:
{\displaystyle hf=\phi +E_{c_{max}}\,}
Onde:
- h é a constante de Planck,
- f é a frequência do foton incidente,
- {\displaystyle \phi =hf_{0}\ } é a função trabalho, ou energia mínima exigida para remover um elétron de sua ligação atômica,
- {\displaystyle E_{c_{max}}={\frac {1}{2}}mv_{m}^{2}} é a energia cinética máxima dos elétrons expelidos,
- f0 é a frequência mínima para o efeito fotoelétrico ocorrer,
- m é a massa de repouso do elétron expelido, e
- vm é a velocidade dos elétrons expelidos.

Notas:
Se a energia do fóton (hf) não é maior que a função trabalho ({\displaystyle \phi }), nenhum elétron será emitido. A função trabalho é ocasionalmente designada por {\displaystyle W}.
Em física do estado sólido costuma-se usar a energia de Fermi e não a energia de nível de vácuo como referencial nesta equação, o que faz com que a mesma adquira uma forma um pouco diferente.
Note-se ainda que ao aumentar a intensidade da radiação incidente não vai causar uma maior energia cinética dos elétrons (ou electrões) ejectados, mas sim um maior número de partículas deste tipo removidas por unidade de tempo.

## Aplicações
Controle remoto
Os controles remotos, games e artifícios digitais estão cada vez mais presentes nessa era considerada digital, então é viável e interessante que o efeito fotoelétrico seja observado, para uma melhor a compreensão, através de um simulador. O controle remoto, por exemplo, pode ser associado à fonte de luz presente no simulador, pois emite um feixe de luz de determinada frequência que aciona o dispositivo fotossensível presente nos aparelhos controlados por ele.
Cinema
Graças ao efeito fotoelétrico, tornou-se possível o cinema falado, assim como a transmissão de imagens animadas (televisão). O emprego de aparelhos fotoelétricos permitiu construir uma maquinaria capaz de produzir peças sem intervenção alguma do homem. Os aparelhos cujos funcionamentos se assentam no aproveitamento do efeito fotoelétrico controlam o tamanho das peças melhor do que pode fazer qualquer operário, permitem acender e desligar automaticamente a iluminação de ruas, os faróis, etc. Tudo isto se tornou possível devido à invenção de aparelhos especiais, chamados células fotoelétricas, em que a energia da luz controla a energia da corrente elétrica ou se transforma em corrente elétrica
Visão noturna
O equipamento de visão noturna economicamente mais acessível, mais leve, menor, mais ergonométrico, mais confiável, com campo de visão maior, com alto desempenho sob baixas condições de iluminação e que possa ser utilizado tanto de noite quanto de dia atualmente é feito com Tubos Intensificadores de Imagem (TII). Os intensificadores de luz  baseiam-se no efeito fotoelétrico demonstrado por Albert Einstein em 1905, no qual um fóton ao incidir sobre determinados materiais é capaz de provocar a emissão de um elétron, denominado fotoelétron. Este efeito fotoelétrico ocorre justamente no fotocatodo. Portanto, a luz (fótons) que chega(m) ao fotocatodo é(são) convertida(os) em fotoelétrons. Estes fotoelétrons são acelerados pelo campo elétrico e para os TIl da 2ª geração em diante são multiplicados na placa de microcanais. Esta multiplicação de elétrons ocorre da seguinte forma: o campo elétrico existente entre o fotocatodo e a placa de microcanais direciona os elétrons para a placa, de modo que ao entrarem nos microcanais colidem com as paredes semicondutoras. Esta colisão gera elétrons secundários que caminham dentro dos microcanais sob influência de um intenso campo elétrico aplicado ao longo dos microcanais. Mais colisões geram mais elétrons e este efeito de avalanche produz o ganho (amplificação) do TIl. Quando alcançam o final da placa de microcanais, os elétrons são acelerados através de uma pequena separação até atingirem a tela de fósforo. Na tela de fósforo os elétrons multiplicados colidem com alta energia e são convertidos em fótons, gerando uma imagem. Após a tela de fósforo está a janela de fibras ópticas, que conduz a imagem gerada para a posição focal desejada pelo restante do sistema óptico, e, quando necessário, inverte a imagem.